# Eleuterio Aramburú
Eleuterio Aramburú (siglo XIX) fue un militar y político peruano que ocupó la presidencia del Perú por unos días en el mes de marzo de 1843, durante el período conocido como la anarquía militar.

## Trayectoria
Eleuterio Aramburú, como militar de oficio, participó en las contiendas civiles de la naciente República del Perú, durante las décadas de 1830 a 1840.
Actuó durante la Guerra civil de 1834, lucha que enfrentó a los orbegosistas (partidarios del presidente Luis José de Orbegoso) y los bermudistas (partidarios de Pedro Pablo Bermúdez, que a la vez era subordinado del general Agustín Gamarra). Tras la reconciliación de ambos bandos en el abrazo de Maquinhuayo (sierra central peruana), Aramburú fue el agente que posibilitó que el gamarrista Miguel de San Román, triunfante en el sur, se pronunciara a favor de dicha reconciliación, lográndose así la pacificación del país.
Algunos años después, Aramburú se cuenta entre los firmantes del acuerdo del 24 de agosto de 1838, realizado en el salón de la Universidad de San Marcos, con el propósito de restituir el orden constitucional quebrado tras la invasión boliviana de 1835 y el establecimiento de la Confederación Perú-Boliviana.

## Gobernante interino
Durante la anarquía desatada tras la muerte del presidente Agustín Gamarra en la batalla de Ingavi, en Bolivia (1841), Aramburú ejerció como comandante general de la guarnición de Lima, al servicio del presidente Juan Francisco de Vidal. Ante el avance de la revolución de Manuel Ignacio de Vivanco, Vidal abandonó el poder entregándolo a Justo Figuerola, el 15 de marzo de 1843. Días después, Aramburú se pronunció a nombre de Vivanco y destituyó a Figuerola (19 de marzo). Pero solo estuvo en el poder tres días. Tras los interinatos sucesivos del coronel José Rufino Echenique y el general Juan Antonio Pezet, Vivanco asumió el poder, instaurando el Directorio (7 de abril de 1843).